# Verband Wohneigentum
Der Verband Wohneigentum e. V. (bis 2005: Deutscher Siedlerbund e. V.) ist ein Interessen- und Verbraucherschutzverband, der sich für den Bau und Erwerb von selbstgenutztem Wohneigentum mit Garten einsetzt. Sitz des gemeinnützigen Verbands ist Bonn, mit einer Dependance in Berlin.

## Geschichte
Die Wurzeln des Verbands lassen sich bis 1919 zurückverfolgen. Unter dem Namen Freie Arbeitergemeinschaft für Kriegersiedlung e. V. Sitz Dresden beriet er Kriegsteilnehmer und deren Hinterbliebene und unterstützte sie bei der Bildung von Baugruppen, um die Möglichkeit des Siedelns zu schaffen. Dieser erste Zusammenschluss war bereits über die Region hinaus aktiv, zum Beispiel in Schleswig-Holstein. Bis zur Gründung des Deutschen Siedlerbunds e. V. (mit Sitz in Berlin) im Jahr 1935, durchlief der Verein verschiedene Stationen, unter anderem als Allgemeiner Sächsischer Siedlerverband e. V. Dresden (1923) und 1933/1935 als Deutscher Siedlerbund e. V. Sitz Dresden. Anschließend wurde die Arbeit auf ganz Deutschland ausgeweitet. Der Verband Wohneigentum e. V./ Deutscher Siedlerbund e. V. ist verbunden mit den Kleinsiedlungen und der Organisierten Gruppenselbsthilfe in Deutschland.
Nach dem Zweiten Weltkrieg organisierte der Verband Wohneigentum sich neu. Ein erster westdeutscher Zusammenschluss gelang 1952. In der DDR fand die Reorganisation 1959 in Form des Verbands der Kleingärtner, Siedler und Kleintierzüchter (VKSK) statt. Nach der politischen Wende bildeten sich auch in Ost- und Mitteldeutschland neue Landesverbände. Alle 16 Landesverbände sind seit 1991 im Verband organisiert.

## Organisation
Der Verband Wohneigentum gliedert sich in den Bundesverband mit Hauptsitz in Bonn und die 16 Landesverbände mit rund 320.000 Mitgliedsfamilien (Stand April 2024). Der örtliche Zusammenschluss der Mitgliedsfamilien erfolgt oft über Vereine oder Gemeinschaften vor Ort, oft noch Siedlergemeinschaft genannt.
Präsident des Verbands ist Peter Wegner, Vizepräsident ist Bernd Heuer. Bundesgeschäftsführerin ist Verena Örenbas. (Stand April/2024)

### Präsidenten
des Verbands Wohneigentum
- Peter Wegner (seit 2023)[1]
- Manfred Jost (2016 – 2023)
- Hans Rauch (2007 – 2016)
- Alfons Löseke (1999 – 2007)
- Eckart Naumann (1994 – 1999)
- Albert Demtröder (1987 – 1994)
- Friedrich Eckert (1979 – 1987)
- Gerhard Herber (1962 – 1979)
- Wilhelm Gisbertz (1952 – 1962)

## Aktivitäten
Das Ziel ist die Schaffung eines familiengerechten, bezahlbaren und gesunden Lebensraums zu unterstützen.

### Publikationen
Mitteilungsorgan des Verbandes ist das monatlich in einer verkauften Auflage von rund 330.000 Exemplaren (Stand 2020) erscheinende Mitgliedermagazin FAMILIENHEIM UND GARTEN (FuG), das seit 1978 unter dem heutigen Titel erscheint.

### Mitgliedschaften
Der Verband Wohneigentum vertritt die Interessen seiner Mitglieder als Mitglied in den folgenden Verbänden/Organisationen:
- BAGSO – Bundesarbeitsgemeinschaft der Seniorenorganisationen e. V.[3]
- DGG – Deutsche Gartenbau-Gesellschaft 1822 e. V.
- DV – Deutscher Verband für Wohnungswesen, Städtebau und Raumordnung e. V.
- vhw – Bundesverband für Wohnen und Stadtentwicklung e. V.
- vzbv – Verbraucherzentrale Bundesverband[4]